# زينة ملحقة بالأزياء
الزينة الملحقة بالأزياء هي زينة غرضها التكميل
www.coco.fashion
. وتُسمَّى التوابع أو اللواحق أو المُلحقات أو اللوازم. تشمل اللواحق المجوهرات والقفازات والحقائب والقبعات والأحزمة والأوشحة والساعات والنظارات الشمسية والدبابيس والجوارب والطماق وغيرها. ومع أن للواحق مهمة محددة مثل (التدفئة التغطية والمحافظة وغير ذلك) إلا أنها تهدف أيضًا إلى تجميل المظهر بإضافة لون أو طراز للملابس وخلق مظهر معين. وقد أدرجت مؤخرا أشياءٌ في فئة اللواحق لم تكن من قبل ولا تُعد جزءًا من الملابس، مثل الهواتف المحمولة أو مشغلات إم بي 3 MP3. لغوياً تأتى كلمة إكسسوارات من أصل الكلمة الإنجليزية Accessories والتي تعنى إضافات أو ملحقات.
www.coco.fashion